# Ayano Shimada
Ayano Shimada (22 de junio de 2006) es una deportista japonesa que compite en natación sincronizada. Ganó dos medallas en el Campeonato Mundial de Natación, plata en 2023 y bronce en 2024.

## Palmarés internacional
| Campeonato Mundial | Campeonato Mundial | Campeonato Mundial | Campeonato Mundial |
| Año                | Lugar              | Medalla            | Prueba             |
| ------------------ | ------------------ | ------------------ | ------------------ |
| 2023               | Fukuoka (Japón)    | Medalla de plata   | Equipo libre       |
| 2024               | Doha (Catar)       | Medalla de bronce  | Equipo técnico     |